# Vidgirio miškas
Vidgirio miškas este o arie protejată (arie specială de conservare — SAC, sit de importanță comunitară — SCI) din Lituania întinsă pe o suprafață de 33 ha, integral pe uscat.

## Localizare
Centrul sitului Vidgirio miškas este situat la coordonatele 56°08′26″N 22°07′58″E / 56.1406°N 22.1328°E.

## Înființare
Situl Vidgirio miškas a fost declarat sit de importanță comunitară în martie 2009 pentru a proteja 1 specie de plante. Situl a fost protejat și ca arie specială de conservare în aprilie 2018.

## Biodiversitate
Situată în ecoregiunea boreală, aria protejată conține 1 habitat natural: Păduri caducifoliate de mlaștină fino-scandinave.
La baza desemnării sitului se află o specie protejată de  plante: turiță (Agrimonia pilosa).